# Jakob Sundberg
Karl Jakob Sundberg, född 5 juli 1977 i Sankt Nicolai församling i Nyköping, är en före detta handbollsspelare. Han spelade som vänstersexa.

## Karriär
Jakob började spela handboll 6 år gammal i IFK Nyköping. Han spelade kvar där till 1998 då han under ett år spelade för IF Swithiod. 1999 återvände han till IFK Nyköping i tre år. Sundberg hade tänkt lägga ner handbollskarriärn då Hammarby ville att han skulle spela för dem. Han gjorde så och fick spela i elitserien under några år. Sundberg är förste spelare i IFK Nyköpings historia att nå till 1000 gjorda mål i seriespel. Han avslutade spelarkarriären som spelande tränare 2005-2007 i IFK Nyköping. Han ha varit tränare för klubben  2011-2013. Klubben blev 2013  åter uppflyttad till division I. Jakob Sundberg har aldrig spelat för ett svenskt landslag.

## Klubbar[2]
- IFK Nyköping  (1983-1998)

- IF Swithiod  (1998-1999)

- IFK Nyköping  (1999-2002)

- Hammarby IF HF [3] (2002-2004[4])

- IFK Nyköping  (2005-2007 spelande tränare)

- IFK Nyköping  (2011- 2013 tränare)